# 에이스에쿼티파트너스
에이스에쿼티파트너스(영어: ACE Equity Partners)는 한국의 사모펀드(PEF) 운용사로, 주로 정보기술(IT) 분야의 바이아웃 거래를 전문으로 한다.

## 역사
2017년에 설립되었다.

## 투자
- 한국정보기술[2]
- 테스나: 2019년에 약 2000억 원에 인수하여 2022년에 두산그룹에 약 5000억 원에 매각하였다.
- 브이디에스: 2500억 원에 인수했으며, 향후 기업공개(IPO)를 추진할 계획이다[3]

### 참조주
1. ↑  메릴린치, CLSA 아시아, HSBC 시큐리티 등에서 IT 관련 기업 전문 애널리스트로 활동한 적이 있다.